# Berg (Åtvidaberg)
Berg is een plaats in de gemeente Åtvidaberg in het landschap Östergötland en de provincie Östergötlands län in Zweden. De plaats heeft 335 inwoners (2005) en een oppervlakte van 53 hectare.